# Muusoctopus robustus
Muusoctopus robustus is een inktvissensoort uit de familie van de Enteroctopodidae. De wetenschappelijke naam van de soort werd voor het eerst geldig gepubliceerd in 1990 door Voss en Pearcy als Benthoctopus robustus. 
De inktvis M. robustus migreert met duizenden tegelijk door de koude wateren naar hydrothermale bronnen om op meer dan 3.000 meter diepte te paren, een nest te maken, te broeden en te sterven. Nergens ter wereld komen er zoveel octopussen bij elkaar als op Davidson Seamount voor de kust van Californië. Het gaat om wel meer dan 20.000 individuen. Ze vormen daarmee de grootste verzameling inktvissen die er op aarde zijn. De biologen noemen het de ‘Parel octopus' en deze plek ‘Octopus garden’.

## Leefwijze
De inktvissen nestelen in hydrothermaal water dat door gebroken basaltgesteente circuleert en langs plaatselijke breuken en depressies tevoorschijn komt. De temperatuur ligt rond de 10°C in plaats van de 1,5°C van de omringende diepzee. Groei, beweging en reproductie zijn in de diepzee, bij lage temperaturen, vertraagd. Ook geboortecijfers liggen laag en het leven duurt lang. 
Dankzij de warmte van deze bronnen gaat het metabolisme sneller, ontwikkelen de embryo's zich sneller wat waarschijnlijk ten goede komt aan het succes van reproductie van de soort. De broedtijd is korter dan verwacht voor diepzee leven en bedraagt 1,8 jaar. De vrouwtjes leggen elk zo’n zestig eitjes waarna ze met hun sifon vers water erover doen vloeien. Onder koudere omstandigheden zou de broedtijd meer dan 5 jaar kunnen zijn. Na de reproductie gaan de octopussen dood, waarbij de mannetjes direct na de paring sterven wat voedsel betekent voor andere organismen zoals vissen, garnalen en zeeanemonen. De vrouwtjes sterven na het uitkomen van de eitjes. Het is nog niet duidelijk of M. robustus deze hogere temperaturen vereist voor het uitkomen van het broedsel. Het is mogelijk dat de octopussen door aanpassingen aan deze temperaturen de capaciteit om ergens anders te broeden kwijt geraakt zijn, wat ze beperkt in de plekken waar ze kunnen broeden.